# Йордан Ачков
Йордан Илиев Ачков е български общественик, деец на македоно-одринското освободително движение.

## Биография
Йордан Ачков е роден в 1877 година в Прилеп, тогава в Османската империя. В 1898 година завършва с втория випуск класическия отдел на Солунската българска мъжка гимназия. Завършва Школа за запасни офицери и на 27 юли 1904 година е произведен в чин подпоручик. Завършва Софийския университет, специалност „славянска филология“. По-късно завършва право в Лозанския университет. Участва в двете Балкански войни и в Първата световна война, като достига до чин капитан. 
Участва като делегат от Прилепското благотворително братство в обединителния конгрес на Македонската федеративна организация и Съюза на македонските емигрантски организации от януари 1923 година. По-късно е председател на Прилепското благотворително братство и в 1931 година е избран в Националния комитет на македонските братства. През септември 1934 година като представител на Прилепското македонско братство подписва протестен протокол срещу Деветнадесетомайския преврат.
Дъщеря му, Лидия Ачкова, в 1933 година завършва класическа филология в Софийския университет.

## Военни звания
- Подпоручик (27 юли 1904)
- Поручик (14 юли 1913)
- Капитан (22 септември 1917)